# Плацишево
Плацишево (пол. Płaciszewo) — село в Польщі, у гміні Гліноєцьк Цехановського повіту Мазовецького воєводства.
Населення — 143 особи (2011).
У 1975-1998 роках село належало до Цехановського воєводства.

## Демографія
Демографічна структура станом на 31 березня 2011 року:
|          | Загалом | Допрацездатний вік | Працездатний вік | Постпрацездатний вік |
| -------- | ------- | ------------------ | ---------------- | -------------------- |
| Чоловіки | 69      | 16                 | 43               | 10                   |
| Жінки    | 74      | 14                 | 38               | 22                   |
| Разом    | 143     | 30                 | 81               | 32                   |